# 飞行前安全演示

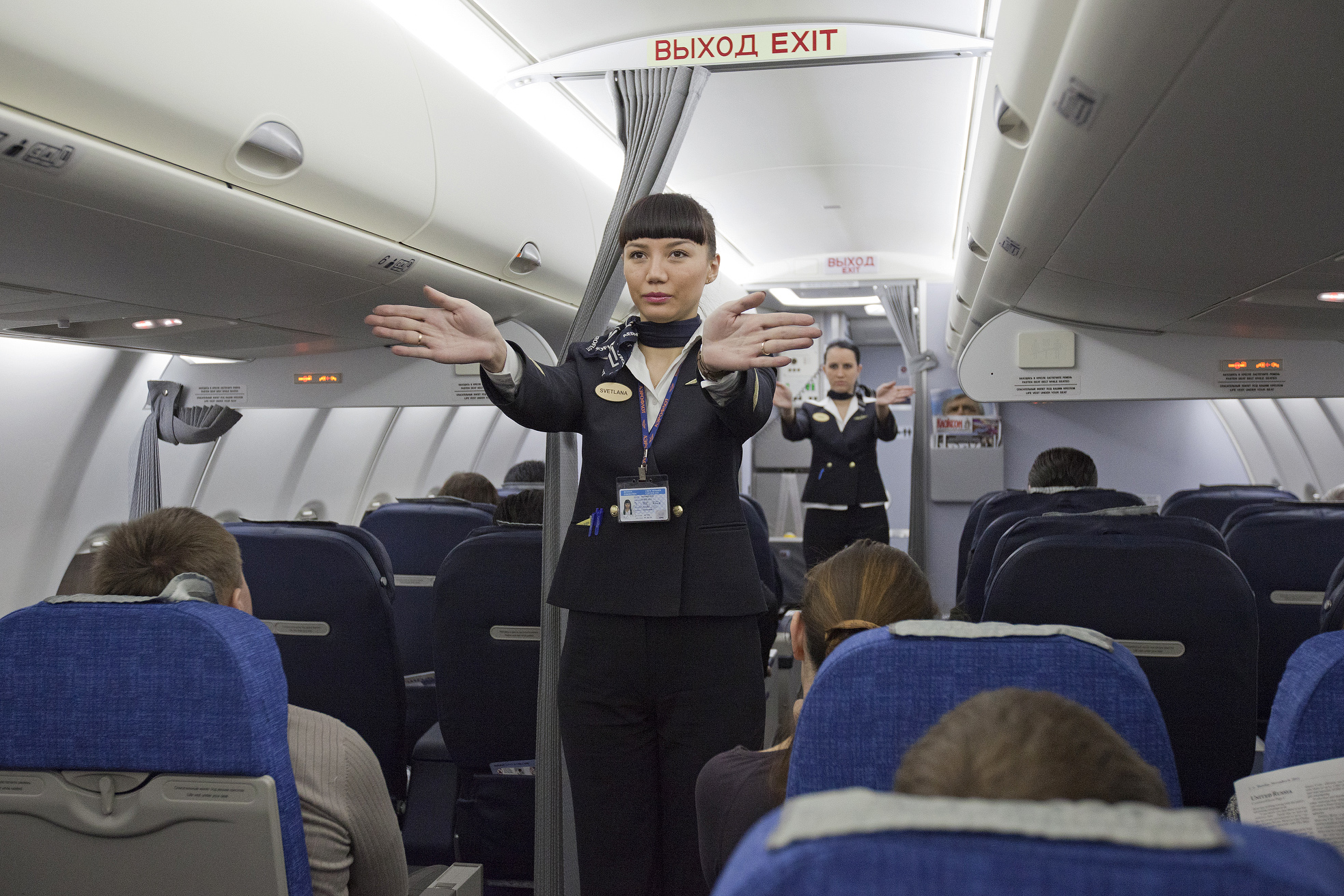
空乘人员在俄罗斯航空航班起飞前进行安全演示

飞行前安全演示是在航班起飞前，向机上旅客提供的关于飞行器安全特性與緊急時應對措施之详解。
中国大陆民航规章规定，每次飞行之前需要进行安全演示，“安全演示可以由客舱机组人员进行，或者通过由合格证持有人开发的视频进行，并在起飞前呈现给旅客。”现场安全演示由一名或多名空乘人员在过道上进行现场演示，另一名空乘人员通过公共广播系统提供指导。安全演示视频一般长达2-6分钟，考虑到机上可能有不会说航空公司官方语言或听力障碍的旅客，一些安全演示视频也会提供字幕、手语翻译或其他语言的解说。
在紧急情况下，受过相关训练的空乘人员会根据险情，冷静地指挥旅客做出应对。

## 安全演示内容
在国际民航组织的推荐下，航空公司所在国家的民航局会要求在航班起飞前进行口头、视频或现场安全演示。考虑到英语是国际通行语言，航空公司会为视频配备英文字幕，并提供航空公司主营运基地或者航班起讫地语言字幕。虽然没有相关规定，但大部分航空公司会选择为所有旅客同时进行安全简介或安全演示。安全演示通常包含以下内容：
- 在听到防冲击指令后，旅客应立即采取防冲击姿势，以便在碰撞期间和飞机停止之前有效防止伤害
- 安全带的使用方法，包括如何系好和松开安全带，同时为保证飞机遇到气流时的旅客安全，多数航空公司建议旅客坐在座位時全程系紧安全带
- 应急出口、应急滑梯、引导标志和灯光的位置和使用方法，并提示旅客提前定位就近的安全出口
- 在紧急情况下，所有旅客在撤离时不得携带手提行李
- 告知坐在应急出口座位旁旅客的相关义务，包括在紧急情况下需协助机组成员完成紧急撤离
- 氧气面罩的位置和使用方法
- 救生衣、救生筏和其他漂浮装置的位置和使用方法